# حركة تقبل البدناء

حركة تقبُل البدناء، والمعروفة أيضًا الاعتزاز بالبدناء، تمكين البدناء، هي حركة اجتماعية تسعى لتغيير التحيز ضد البدناء في المواقف الاجتماعية بزيادة الوعي بين عامة الناس حول العقبات التي يواجهها البدناء. تشمل مجالات الخلاف النهج الجمالية والقانونية والطبية التي يتبعها الأشخاص الذين تكون أجسادهم أسمن من العرف الاجتماعي. بدأت حركة تقبُل البدناء الحديثة في أواخر الستينيات. إضافةً إلى الدور السياسي لحركة تقبُل البدناء فإنها تشكل ثقافة فرعية تمثل فئةً اجتماعية لأعضائها.وقد انتقدت الحركة، مع كاثي يونغ، التي كتبت في صحيفة بوسطن غلوب، زاعمة أن «حركة تقبُل البدناء خطرة على صحتنا»، وباربرا كاي، التي كتبت في صحيفة ناشونال بوست، تقول إن «تقبُل البدناء ليس الحل للسمنة».

## تأريخها
يرجع تاريخ حركة تقبُل البدناء إلى عام 1967 عندما اجتمع خمسمائة شخص في سنترال بارك في نيويورك للاحتجاج على التحيز ضد البدناء. وقد زعمت عالمة الاجتماع شارلوت كوبر أن أفضل وسيلة لفهم تاريخ حركة تقبُل البدناء تتلخص في الموجات، الشبيهة بالحركة النسائية، التي تعتقد أنها ترتبط بها ارتباطًا وثيقًا. وتعتقد كوبر أن الناشطين البدناء عانوا موجات مماثلة من النشاط أعقبها الإرهاق، إذ كان الناشطون في الموجة التالية يجهلون في أغلب الأحيان تاريخ الحركة، ما أدى إلى انقطاع الاستمرارية.

### الموجة الأولى
وتألفت أنشطة الموجة الأولى من نشطاء منعزلين يلفتون الانتباه إلى النموذج السائد للسمنة ويتحدون أنه نموذج واحد فقط من عدة نماذج ممكنة.
في أوائل القرن العشرين، كانت البدانة تُعَد ضررًا للمجتمع، لخفض الكفاءة البشرية، وأن البدناء يتدخلون في إنتاجية العمل في المناطق الساحلية من الولايات المتحدة. كان هذا النوع من المناخ السياسي خلفية لحركة تقبُل البدناء، التي نشأت في أواخر الستينيات. وعلى غرار الحركات الاجتماعية الأخرى في تلك الحقبة، كانت حركة تقبُل البدناء، المعروفة في البداية باسم الاعتزاز بالبدناء، أو قوة البدناء، أو تحرر البدناء، تتألف غالبًا من أشخاص يعملون بطريقة مرتجلة. تم تنظيم «البدناء» في سنترال بارك في نيويورك عام 1967. دعا ستيڤ پوست شخصية الراديو «البدين» مجموعة من ٥٠٠ شخص يأكلون ويحملون لافتات وصور صوفيا لورين، ويحرقون كتب الطعام.
عام 1967، كتب لودرباك مقالًا في صحيفة مساء السبت بعنوان «المزيد من الناس يجب أن يكونوا أسمن» ردًا على التمييز ضد زوجته. وأدى هذا المقال إلى اجتماع بين «لودرباك» و«وليام فابري»، الذي أسس أول منظمة للأشخاص البدناء ومؤيديهم، التي أطلق عليها في الأصل اسم «الرابطة الوطنية لمساعدة الأمريكيين البدناء» التي تُسمى حاليًا «الجمعية الوطنية لتعزيز تقبُل البدناء». تأسست «الجمعية» في أمريكا عام 1969 على يد بيل فابري ردًا على التمييز ضد زوجته. غير أن مراسلًا حضر مؤتمر عام 2001 أشار إلى أن عددًا محدودًا من الحاضرين كانوا نشطين في مجال السياسة المتعلقة بحقوق البدناء وأن معظم النساء جئن لشراء الأزياء أو ارتداءها على منضدة المؤتمر أو لمقابلة شريك محتمل. منذ عام 1991، عمل فابري مديرًا في المجلس المعني بالتمييز في الحجم والأوزان، متخصصًا في تاريخ حركة تقبُل الحجوم.

### الموجة الثانية
في الموجة الثانية، أصبحت حركة تقبُل البدناء أكثر انتشارًا في الولايات المتحدة وبدأت في الانتشار إلى بلدان أخرى. بدأت الأفكار من الحركة بالظهور في التيار الرئيسي. وأصبح الناشرون أكثر استعدادًا لنشر مواد مطبوعة تحظى بقبول كبير. بحلول تسعينيات القرن العشرين، بدأ إدراج مدخلات من حركة تقبُل البدناء في أوراق البحوث التي يجرها بعض أعضاء المهن الطبية مثل البرامج الجديدة لمكافحة الحمية ونماذج السيطرة على السمنة. شهدت الثمانينيات زيادة في منظمات الناشطين ومنشوراتهم ومؤتمراتهم. عام 1989 مجموعة من الناس من ضمنهم الممثلة آن زمبرلان شكلت أول منظمة فرنسية لتقبل البدناء، أليجرو فورتيسيمو.
بدأت المنظمات بعقد مؤتمرات ومؤتمرات، بما في ذلك مؤتمر «الجمعية».

### الموجة الثالثة
شهدت حركة تقبُل البدناء تنويع المشاريع خلال الموجة الثالثة. وتناولت الأنشطة مسائل تتعلق بالسمنة والعِرق والطبقة والحياة الجنسية وغير ذلك من المسائل. وقد عولج التمييز على نطاق واسع بتزايد في الفنون أيضًا.

## موضوعات الحملة
تزعم حركة تقبل البدناء أن البدناء أهداف للكراهية والتمييز. خصوصًا، يشير المدافعون إلى أن النساء البدينات يتعرضن لضغط اجتماعي أكبر من الرجال البدينين. وتجادل الحركة بأن هذه المواقف تشكل قاعدة اجتماعية راسخة نابعة من رهاب البدانة، التي تتجلى في العديد من المؤسسات الاجتماعية، متضمنةً وسائل الإعلام، إذ يتم في كثير من الأحيان الاستهزاء بالبدناء أو اعتبارهم مدعاة للشفقة. ويشمل التمييز عدم المساواة في الحصول على خدمات النقل والعمل. يرى أعضاء حركة تقبل البدناء أن المواقف الاجتماعية السلبية مستمرة وأنها تقوم على افتراض أن البدانة تنعكس سلبًا على الشخص. يضغط الناشطون في مجال البدانة لتغيير المواقف الاجتماعية والشخصية والطبية تجاه البدناء. تقوم منظمات تقبُل البدناء بالتثقيف العام حول ما يصفونه بالأساطير حول البدناء.

### التمييز
يزعم الأشخاص البدناء أنهم يعانون أنواعًا مختلفة من التمييز بسبب وزنهم. يزعم المدافعون أن هذا التمييز يظهر في الرعاية الصحية، والعمل، والتعليم، والعلاقات الشخصية، ووسائل الإعلام. يقول البدناء أيضا أن متاجر الملابس تميز ضدهم. مثلًا، تشكو بعض النساء أن «مقاسًا واحدًا يناسب جميع المتاجر»، التي توفر مقاسًا واحدًا لكل قطعة، لا تفي باحتياجات المتاجر التي يزيد وزنها على وزن معين.

### الصحة
يزعم الناشطون في مجال السمنة أن وصمة عار معاداة البدناء والترويج الحماسي للنظام الغذائي قادا إلى زيادة المشكلات النفسية والفسيولوجية بين البدناء. أثيرت مخاوف من أن تركيز الثقافة الحديثة على فقدان الوزن ليس له أساس علمي، بل هو مثال لاستخدام العلم وسيلةً للحد من الاختلاف، جزءًا من محاولة المجتمع التعامل مع شيء يعده مزعجًا. يستشهد نقاد النظام الغذائي بمعدل الفشل المرتفع لمحاولات خسارة الوزن الدائمة ومخاطر تقلبات الوزن وجراحات فقدان الوزن. ويقول الناشطون في مجال السمنة إن المسائل الصحية المتعلقة بالسمنة والوزن الزائد قد ضُخمت أو شُوهت، وأن المسائل الصحية تستخدم غطاءً للتحامل الثقافي والجمالي ضد البدناء.
يؤكد مؤيدو تقبُل البدناء أن الناس من كل الأشكال والأحجام يجاهدون من أجل اللياقة والصحة الجسدية. يعتقدون أن الصحة مستقلة عن وزن الجسم. وانطلاقًا من هذا النهج، بادر علماء النفس الذين لم يكونوا راضين عن علاج البدناء في عالم الطب إلى تقديم الرعاية الصحية لحركة «الصحة لكل الأحجام». ولديها خمسة مبادئ أساسية: 
- تحسين الصحة.
- الحجم وقبول الذات.
- متعة الأكل جيدًا.
- بهجة الحركة.
- نهاية تحيز الوزن.

يوجد توافق في الآراء داخل المجتمع العلمي على أن البدانة تضر بصحة الفرد. وقد شككت دراسات طبية عديدة في مفهوم «السمنة الصحية»، مع أن تعريفات السمنة الصحية الأيضية ليست موحدة عبر الدراسات.

### الجنس

#### النساء البدينات
كانت القضايا التي تواجهها النساء البدينات في المجتمع موضوعًا رئيسيًا لحركة تقبُل البدناء منذ نشأتها. ومع أن أول منظمة، وهي الجمعية الوطنية للنهوض بتقبُل البدناء، وأول كتاب، وهو «قوة البدانة» (1970)، قد أنشأهما الرجال، فقد كانا في كل حالة من هذه الحالات استجابتين لتمييز الوزن الذي تعانيه زوجاتهم. وسرعان ما بدأت النساء بشن الحملة نيابة عنهن مع أول مجموعة نسائية، وهي «البدناء تحت الأرض»، التي تشكلت عام 1973. وشملت القضايا المتعلقة بالمرأة صورة الجسم، لا سيما المثالية النحيفة وأثرها في المرأة. ويقول النقاد إن «الجمعية»، التي تعارض الحمية وجراحة فقدان الوزن، هي مدافع عن أسلوب حياة غير صحي. لكن تقول إنها لا تفعل مثل هذا الشيء، ذلك أن بعض الناس أكبر ولا يستحقون أقل من غيرهم نفس الحقوق.

#### الرجال البدناء
ركزت حركة تقبُل البدناء في المقام الأول على النموذج النسائي لاضطهاد المرأة البدينة على يد الأب، الذي يمثله تشجيع المرأة على اتباع النظام الغذائي. غير أن ساندر ل. غيلمان يقول إنه حتى القرن العشرين، كان اتباع نظام غذائي نشاطًا إنسانيًا تاريخيًا. ويتابع: «إن السمنة تلتهم الصورة المثالية للذكور تمامًا كما تلتهم الصورة المثالية للأنثى». كان وليم بانتينڠ مؤلف كراس عام 1863 بعنوان رسالة على كوربولنس استخدمته الأنظمة الغذائية الحديثة نموذجًا. ويستجيب الرجال لفرط الوزن استجابةً مختلفة، إذ يبلغ مؤشر كتلة الجسم 25 أو أكثر، ويرجح أن يخضع ربع النساء لعملية جراحية لتخفيف الوزن، في حين يبلغ الخُمس فقط عن شعورهن بالخجل من وزنهن. عرّف إرمغارد تيشنر هذا السلوك بأنه متجذر في مفاهيم الذكورة التي تتطلب تجاهل الرعاية الصحية: «ليس على الرجال أن يهتموا بحجمهم أو صحتهم، لأن لديهم نساء يهتمون بهذه الأمور من أجلهم».

### التشريعات
في الثمانينيات، بدأ البدناء في الولايات المتحدة يلتمسون الإنصاف القانوني من التمييز القائم على الوزن، في مكان العمل أساسًا، لكن أيضا بسبب حرمانهم من الحصول على الخدمات أو الترفيه أو معاملتهم بشكل مختلف فيما يتعلق بها. وقد تفاوتت نتائج هذه الحالات تفاوتًا كبيرًا، وإن كان قانون الأمريكيين ذوي الإعاقة قد استُخدم بنجاح في بعض الحالات للترافع في قضايا التمييز ضد البدناء.
استمر العمل بقانون الأمريكيين ذوي الإعاقة لعدم وجود قانون اتحادي في الولايات المتحدة الأمريكية لمكافحة التمييز على أساس الوزن، غير أن ولاية ميشيغان سنت قانونًا لمكافحة التمييز على أساس الوزن. وأصدرت مدن واشنطن العاصمة وسان فرانسيسكو (2000) وسانتا كروز وبينغامتون وأوربانا (1990) وماديسون (1970) قوانين تحظر التمييز في الوزن. وفي المدن التي يوجد فيها قانون للتمييز على أساس الوزن، يندر رفع أكثر من قضية واحدة في السنة، باستثناء سان فرانسيسكو التي قد يصل عددها إلى ست قضايا. وتتفاوت الآراء بين موظفي إنفاذ القانون في المدن بشأن سبب الانخفاض الشديد في أعداد المدعين العامين، رغم أنهم جميعًا أشاروا إلى أن الأشخاص ذوي الوزن الزائد وأصحاب العمل على حد سواء غير مدركين لتشريعات الحماية، ولوحظ أيضًا أن المدن التي بها قوانين للتمييز ضد الوزن الزائد هي مدن ليبرالية غالبًا.